# اردک سرسفید

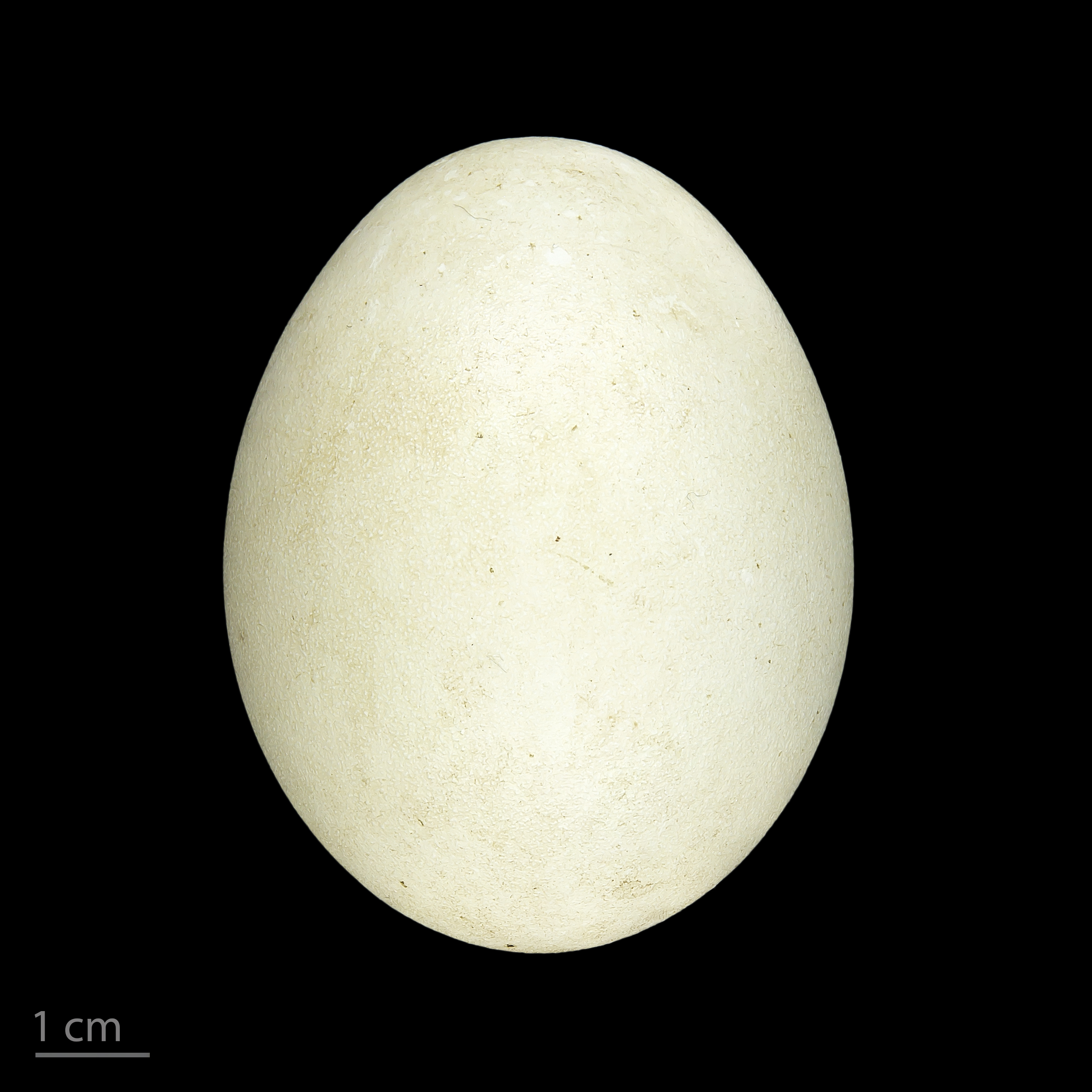
Oxyura leucocephala

اردک سرسفید (نام علمی: Oxyura leucocephala) گونه‌ای اردک شق‌دم کوچک و مهاجر است که از سوی اتحادیه بین‌المللی حفاظت از طبیعت در فهرست گونه‌های در خطر انقراض قرار گرفته‌است. همچنین این پرنده بر طبق توافقنامهٔ حفاظت از پرندگان آبی مهاجر آفریقا و اوراسیا، جزو گونه‌های محافظت‌شده به‌شمار می‌رود.

## ویژگی‌ها
اردک سرسفید حدود ۴۶ سانتی‌متر طول داشته و دمی دراز و شق دارد. از نظر ظاهری دو جنس با یکدیگر تفاوت دارند و پرندهٔ نر بالغ دارای بدنی قرمز و خاکستری، سر بزرگ و سفید، گردن و تارُکی سیاه و نوکی آبی‌رنگ است. در مقابل، اردک سرسفید مادهٔ بالغ دارای بدنی قهوه‌ای-خاکستری، صورتی سفید و منقاری تیره‌رنگ بوده و بر روی گونه‌اش نیز خطی نوار مانند کشیده شده‌است.

## زیستگاه
اردک سرسفید از پراکندگی بالایی در جهان برخوردار نیست و مناطقی در شمال غربی آفریقا، خاور میانه، آسیای مرکزی و برخی نقاط جنوبی و جنوب غربی اروپا زیستگاه آن را تشکیل می‌دهد. بدین ترتیب می‌توان این پرنده را در تالاب‌ها، دریاچه‌ها و نیزارهای بخش‌هایی از روسیه، قزاقستان، ازبکستان، مغولستان، ارمنستان، ایران، افغانستان، ترکیه، مجارستان، جنوب اسپانیا، الجزایر و تونس مشاهده نمود. دریاچه‌ها و استپ‌های شمال قزاقستان (ساریارکا) و دریاچه بوردور در ترکیه از مهمترین نواحی زمستان‌گذرانی اردک سرسفید به‌شمار می‌آیند.
این پرنده به ایران نیز مهاجرت کرده و در برخی تالاب‌ها همچون تالاب کانی برازان مهاباد، تالاب قوری‌گل و تالاب میانگران اقدام به تخم‌گذاری می‌کند.